# Lift Me Up
Singles de Moby
Make Love Fuck War Raining Again
Pistes de Hotel
Beautiful Where You End
Lift Me Up est une chanson de Moby, extraite de l'album Hotel. Son single est sorti le 28 février 2005.

## Pistes
CD single
1. Lift Me Up (Radio Mix) – 3:08
2. Mulholland – 8:31

CD Maxi
1. Lift Me Up (Mylo Mix) – 6:44
2. Lift Me Up (Superdiscount Mix) – 6:51
3. Lift Me Up (Abe Duque Mix) – 7:10
4. Lift Me Up (Album Version) – 3:22
5. Lift Me Up (Superdiscount Mix Radio Edit) – 3:11
6. Lift Me Up (Digimpro Remix Software) - 6:43

Vinyle maxi
1. Lift Me Up (Mylo Mix) – 6:44
2. Lift Me Up (Superdiscount Mix) – 6:51
3. Lift Me Up (Abe Duque Mix) – 7:10

## Classements
| Classement (2005)                  | Meilleure position |
| ---------------------------------- | ------------------ |
| Autriche (Ö3 Austria Top 40)       | 12                 |
| Belgique (Flandre Ultratip 100)    | 8                  |
| Belgique (Wallonie Ultratip 50)    | 12                 |
| Danemark (Tracklisten)             | 8                  |
| Finlande (Suomen virallinen lista) | 10                 |
| France (SNEP)                      | 6                  |
| Allemagne (Media Control AG)       | 12                 |
| Irlande (IRMA)                     | 28                 |
| Italie (FIMI)                      | 2                  |
| Pays-Bas (Nederlandse Top 40)      | 32                 |
| Nouvelle-Zélande (RMNZ)            | 39                 |
| Espagne (PROMUSICAE)               | 3                  |
| Suède (Sverigetopplistan)          | 38                 |
| Suisse (Schweizer Hitparade)       | 24                 |
| Royaume-Uni (UK Singles Chart)     | 18                 |

## Ventes et certifications
| Pays          | Certifications | Date             | Ventes certifiés    |
| ------------- | -------------- | ---------------- | ------------------- |
| France (SNEP) | Argent         | 20 novembre 2005 | 125 000 exemplaires |